# Sydney Greenstreet
Sydney Hughes Greenstreet (Sandwich, 27 dicembre 1879 – Hollywood, 18 gennaio 1954) è stato un attore e imprenditore britannico naturalizzato statunitense.

## Biografia
Sydney Greenstreet nacque a Sandwich, nella contea inglese del Kent, da un mercante di pellami con sette figli. Lasciò la casa paterna all'età di 18 anni per tentare la fortuna come coltivatore di tè a Ceylon ma una siccità lo costrinse a ritirarsi dagli affari e a tornare in Inghilterra. Gestì una distilleria di birra e, come passatempo, prese lezioni di recitazione.

### Il debutto
Il suo debutto avvenne nel 1902 al Marina Theatre di Ramsgate (Kent), interpretando un assassino chiamato Craigen, in una produzione basata sul personaggio di Sherlock Holmes creato da Arthur Conan Doyle. In seguito girò l'Inghilterra con la compagnia scespiriana di Sir Philip Barling Ben Greet e, nel 1905, debuttò a New York.
Per alcuni decenni apparve in numerose produzioni in Inghilterra e negli Stati Uniti, lavorando per la maggior parte degli anni trenta con Alfred Lunt e Lynn Fontanne al Theatre Guild. Durante la sua lunga carriera teatrale, le sue interpretazioni variarono dalla commedia musicale a Shakespeare, procurandogli numerose richieste di partecipazioni cinematografiche, che tuttavia l'attore rifiutò fino all'età di 62 anni.

### Il cinema
Nel 1941 Greenstreet iniziò a lavorare per la Warner Bros. Il suo primo ruolo cinematografico fu anche quello rimasto più famoso: Kasper Gutman ne Il mistero del falco, in cui appariva anche Peter Lorre, con cui formò un'accoppiata che si dimostrò proficua e durevole per la Warner Bros. Basandosi sulla forte contrapposizione fisica e caratteriale (Greenstreet era corpulento, mellifluo e soavemente ambiguo, mentre Lorre era di corporatura esile, con modi nervosi e aria tormentata), il duo apparve in altri successivi otto film, a partire dal celeberrimo Casablanca, per il quale Greenstreet ricevette un compenso di 3.750 dollari la settimana per sette settimane di lavorazione, e in cui lui e Lorre lavorarono con Humphrey Bogart e Claude Rains, ritrovati poi anche sul set de Il giuramento dei forzati (1944). Sempre nel 1941, Greenstreet apparve accanto a Errol Flynn e Olivia de Havilland nel film La storia del generale Custer, in cui interpretò 
il ruolo del generale Winfield Scott.
Per il resto del decennio continuò a recitare in pregevoli pellicole, quali il noir L'idolo cinese (1946) di Jean Negulesco, la commedia I trafficanti (1947) di Jack Conway, accanto a Clark Gable e Ava Gardner, il melodramma Viale Flamingo (1949) di Michael Curtiz, con Joan Crawford. Tennessee Williams scrisse un atto unico, The Last of My Solid Gold Watches, pensando espressamente a Sydney Greenstreet e dedicandoglielo.
Dopo soli otto anni, nel 1949 la carriera cinematografica di Greenstreet giunse al termine con Malesia, nel quale poté vantare il terzo posto in locandina dopo Spencer Tracy e James Stewart.
Nel 1950 e 1951 interpretò Nero Wolfe nel programma radiofonico The New Adventures of Nero Wolfe, liberamente ispirato al geniale investigatore creato da Rex Stout.

### La malattia
Greenstreet soffrì per anni di diabete e della malattia di Bright, una grave patologia renale. Ad appena cinque anni dal suo definitivo ritiro dal cinema, morì nel 1954 per complicazioni. È sepolto al Forest Lawn Memorial Park di Glendale, in California

## Filmografia
- Il mistero del falco (The Maltese Falcon), regia di John Huston (1941)
- La storia del generale Custer (They Died with Their Boots On), regia di Raoul Walsh (1941)
- Agguato ai tropici (Across the Pacific), regia di John Huston (1942)
- Casablanca, regia di Michael Curtiz (1942)
- Le spie (Background to Danger), regia di Raoul Walsh (1943)
- Il giuramento dei forzati (Passage to Marseille), regia di Michael Curtiz (1944)
- Tra due mondi (Between Two Worlds), regia di Edward A. Blatt (1944)
- La maschera di Dimitrios (The Mask of Dimitrios), regia di Jean Negulesco (1944)
- I cospiratori (The Conspirators), regia di Jean Negulesco (1944)
- Ho baciato una stella (Hollywood Canteen), regia di Delmer Daves (1944)
- Pillow to Post, regia di Vincent Sherman (1945)
- Nebbie (Conflict), regia di Curtis Bernhardt (1945)
- Il sergente e la signora (Christmas in Connecticut), regia di Peter Godfrey (1945)
- L'idolo cinese (Three Strangers), regia di Jean Negulesco (1946)
- Appassionatamente (Devotion), regia di Curtis Bernhardt (1946)
- La morte viene da Scotland Yard (The Verdict), regia di Don Siegel (1946)
- That Way with Women, regia di Frederick de Cordova (1947)
- I trafficanti (The Hucksters), regia di Jack Conway (1947)
- Valeria l'amante che uccise (The Velvet Touch), regia di Jack Gage (1948)
- Il dominatore di Wall Street (Ruthless), regia di Edgar G. Ulmer (1948)
- La castellana bianca (The Woman in White), regia di Peter Godfrey (1948)
- Viale Flamingo (Flamingo Road), regia di Michael Curtiz (1949)
- Malesia (Malaya), regia di Richard Thorpe (1949)

## Spettacoli teatrali
- Idiot's Delight (scritto da Robert E. Sherwood, prima 1936)

## Doppiatori italiani
- Mario Besesti in La storia del generale Custer, Casablanca, I cospiratori, Ho baciato una stella, Nebbie, Il sergente e la signora, L'idolo cinese, La castellana bianca, Viale Flamingo, Malesia
- Olinto Cristina in I trafficanti, L'amore non può attendere
- Vittorio Sanipoli in Le spie
- Carlo Alighiero in Il mistero del falco (ridoppiaggio)
- Corrado Gaipa in Agguato ai tropici (ridoppiaggio)
- Sergio Rossi in La maschera di Dimitrios (ridoppiaggio)
- Ivo Garrani in La morte viene da Scotland Yard (ridoppiaggio)

## Riconoscimenti
Premi Oscar 1942 – Candidatura all'Oscar al miglior attore non protagonista per Il mistero del falco